# Fundo de Quintal
Fundo de Quintal é um grupo de samba brasileiro formado no Rio de Janeiro na década de 1970. Surgido a partir das rodas de samba do bloco carnavalesco Cacique de Ramos, agremiação criada por Bira Presidente, Ubirany e Sereno em 1961, o Fundo de Quintal tornou-se ao longo dos anos uma das maiores referências do gênero, em especial no pagode, vertente a qual o grupo se tornou o seu grande paradigma. Atualmente é formado por Sereno (tantã e vocais), Ademir Batera (bateria), Júnior Itaguay (cavaquinho e vocais), Márcio Alexandre (banjo e vocais) e Tiago Testa (repique de mão e vocais).
Realizadas todas as quartas-feiras na quadra do Cacique de Ramos, as rodas de samba organizadas pelo Fundo de Quintal – abertas a diversos sambistas – revolucionaram muitos aspectos o universo do samba, manifestada por uma renovada linguagem musical caracterizada por um estilo interpretativo ancorado à tradição do partido alto e na introdução nas rodas dos instrumentos tantã, repique de mão e banjo de quatro cordas, que foram responsáveis por grandes inovações harmônicas e percussivas no samba.
Com aval da intérprete Beth Carvalho e do produtor musical Rildo Hora, a RGE convidou músicos do Cacique a participar da gravação de estúdio do LP da cantora, De Pé No Chão, e pouco depois, a gravadora lançou Samba É No Fundo de Quintal, álbum de estreia do grupo. Nesse disco, o Fundo de Quintal apresentou como formação os sambistas Bira Presidente, Ubirany, Sereno, Neoci, Almir Guineto, Jorge Aragão e Sombrinha. Entre saídas e entradas de integrantes, o Fundo de Quintal gravou outros LPs ao longo daquela década, dando ainda mais visibilidade às composições de seus novos músicos, como Arlindo Cruz e Cleber Augusto, como também de Guineto e Aragão, que seguiram carreira solo, e ainda de parceiros ligados ao pagodes do Cacique de Ramos, como Luiz Carlos da Vila, Beto sem Braço, Nei Lopes, Wilson Moreira, Noca da Portela, entre outros.
O êxito comercial dos trabalhos do Fundo de Quintal – alguns dos quais renderam discos de ouro ou platina, este último no caso do LP O Mapa da Mina – foi fundamental para a afirmação do movimento pagode como uma nova vertente do samba na cena musical brasileira na década de 1980. Mesmo com as saídas de Arlindo Cruz e Sombrinha, dois dos principais compositores do grupo, o Fundo de Quintal continuou sua carreira bem-sucedida ao longo da década de 1990, período no qual ingressaram os músicos Ademir, Mario Sergio e Ronaldinho, que junto aos remanescentes Bira Presidente, Ubirany, Sereno e Cleber Augusto, compuseram a formação mais duradoura da trajetória do grupo. A partir de 2000, o Fundo de Quintal reduziu a produção de trabalhos de estúdio para se dedicar a fazer shows, rotina que manteve ao longo de duas décadas.

## História

### Década de 1970: Origens
Na década de 1960, os irmãos Bira Presidente e Ubirany mais o amigo Sereno fundaram o bloco carnavalesco Cacique de Ramos, no Rio de Janeiro. Fora da época do carnaval, eles resolveram organizar rodas de samba na sede da agremiação, na região suburbana da Leopoldina, zona norte carioca. Eles se reuniam sempre às quartas para fazer um som que começou a atrair a atenção no universo do samba carioca. Os encontros informais eram abertos, o que atraía diversos novos compositores, que tocavam desde sambas de grandes sambistas e composições próprias. O grande diferencial dessas rodas era sua renovada forma de cantar sobre o cotidiano fincada na tradição do partido alto carioca. e seu inovador ritmo percussivo marcado pela utilização de instrumentos até então incomuns nas rodas de samba, como o banjo com afinação de cavaquinho (criação de Almir Guineto), o tantã (criação de Sereno que substituía o tradicional surdo), o repique-de-mão (criação de Ubirany).
Em busca de renovar seu repertório musical para um próximo disco, a cantora Beth Carvalho foi conhecer de perto a roda de samba organizada por Bira, Ubirany, Sereno e companhia, e de lá saiu impressionada com a inovadora percussão dos sambistas do Cacique. Ela contatou o produtor Rildo Hora, da gravadora RGE, que também visitou o local. Foi então que, em 1978, diversos sambistas frequentadores do Cacique participaram do novo LP de Beth, De Pé No Chão. O samba "Vou Festejar" (de Jorge Aragão, Dida e Neoci) tornou-se o maior sucesso no carnaval do ano seguinte e ajudou a abrir portas para integrantes do Cacique na cena musical brasileira. Muitos desses sambistas participaram do LP seguinte da cantora, Beth Carvalho No Pagode, em 1979.

### 1980–1982: Primeiros trabalhos
A boa repercussão gerada com esses dois discos de Beth Carvalho estimulou a constituição formal de um grupo de samba que pudesse recriar nos estúdios das gravadoras o clima das rodas de samba suburbanas cariocas. Foi então que nasceu oficialmente o Grupo Fundo de Quintal, composto inicialmente por Bira Presidente, Ubirany e Sereno – o trio fundador do Cacique de Ramos – mais Jorge Aragão, Almir Guineto, Sombrinha e Neoci (percussão em geral). Com essa formação, o Fundo de Quintal gravou seu primeiro LP, Samba É No Fundo de Quintal. Produzido por Rildo Hora, o disco lançado pela RGE em 1980 foi bem recebido pela crítica musical brasileira.
Em 1981, o Fundo de Quintal perderia Neoci, falecido, e também Almir Guineto e Jorge Aragão, que decidiram seguir carreira solo, embora tenham se mantido ao longo dos anos seguintes como colaboradores regulares de composições para o grupo. Com as entradas de Arlindo Cruz e Walter Sete Cordas, a RGE lançou Samba é No Fundo de Quintal Vol. 2 ainda naquele ano.

### 1983–1999: Reconhecimento e auge artístico-comercial
Pouco após o lançamento do segundo álbum de estúdio do Fundo de Quintal, Walter Sete Cordas deixou o grupo. Para o seu lugar, foi recrutado o violonista Cleber Augusto. Com o novo integrante mais Bira Presidente, Ubirany, Sereno, Sombrinha e Arlindo Cruz, o Fundo de Quintal gravou sete álbuns de estúdio e um álbum ao vivo entre 1983 e 1990. Esse período foi marcado por uma grande valorização do estilo de samba tocado pelo grupo, que a indústria fonográfica do Brasil passou a investir cada vez mais, resultando em um grande fenômeno comercial no país em meados dos anos 1980. Lançados anualmente de 1983 a 1985, os três trabalhos seguintes do Fundo de Quintal – Nos Pagodes da Vida, Seja Sambista Também e Divina Luz – foram fundamentais para formatar a vertente de samba que, mais tarde, o mercado musical brasileiro passou a chamar pagode. Além disso, o grupo fazia questão de valorizar esse novo modo de fazer samba não apenas gravando sambas dos integrantes ou ex-integrantes do Fundo de Quintal – como Almir Guineto, Arlindo Cruz, Sombrinha, Jorge Aragão – mas também de compositores ligados aos pagodes do Cacique de Ramos, entre os quais os sambistas Luiz Carlos da Vila, Beto sem Braço, Nei Lopes, Wilson Moreira, Noca da Portela.
Bem estabelecidos como artistas no meio musical brasileiro em 1986, o Fundo de Quintal gravou o LP O Mapa da Mina, cujos sambas obtiveram grande projeção nos meios de comunicação do país e ajudaram a alavancar a marca de 250 mil cópias vendidas, tornando-se o primeiro trabalho da carreira do grupo certificado como disco de platina.
No decorrer do restante daquela década, o grupo gravou os LPs Do Fundo do Nosso Quintal, O Show Tem Que Continuar e Ciranda do Povo, obras também com boa repercussão comercial e que legaram clássicos do samba, e também o LP "Ao Vivo", primeiro trabalho oriundo de concerto na discografia do grupo.
Logo após o lançamento deste disco, o compositor Sombrinha, oriundo da primeira formação oficial do Fundo de Quintal, deixou o grupo para se dedicar a carreira solo. Para substituí-lo, foi convidado o músico paulistano Mario Sergio. Outro que ingressou no conjunto foi Ademir Batera, que vinha já participando de LPs do grupo como músico de estúdio. Com esses dois novos integrantes, o Fundo de Quintal gravou o álbum É Aí Que Quebra A Rocha, lançado em 1991. Foi o último trabalho com o sambista Arlindo Cruz, que deixou o grupo para se dedicar a sua própria carreira artística. Em seu lugar, ingressou o músico Ronaldinho, que fizera parte do Grupo Raça.
Com a nova formação com Bira Presidente, Ubirany, Sereno, Cleber Augusto, Ademir Batera, Mario Sergio e agora Ronaldinho, o Fundo de Quintal gravou nove álbuns de estúdio e outros dois álbuns ao vivo entre 1993 e 2003. Lançados na primeira metade da década de 1990 – período de grande efervescência da vertente pagode romântico no universo do samba –, os LPs A Batucada dos Nossos Tantãs e Carta Musicada trilharam o mesmo caminho de sucesso de obras anteriores do Fundo de Quintal, assim como o LP Palco Iluminado, trabalho o qual o grupo mesclou composições novas com regravações de alguns sucessos passados.
Seguiram-se os lançamentos, na segunda metade dos anos 1990, dos álbuns Nas Ondas Do Partido e Livre Pra Sonhar, ambos apenas com repertório inédito, e Fundo de Quintal e Convidados, trabalho que contou apenas com regravações de sucessos do grupo e a participação especial de artistas variados como Martinho da Vila, Dona Ivone Lara, Monarco e Nelson Sargento, Zeca Pagodinho e Velha Guarda da Portela, Emílio Santiago, Beth Carvalho, Grupo Molejo, Péricles, Frejat, Jorge Aragão e Grupo Sensação. Ainda sob produção de Rildo Hora, o Fundo de Quintal gravou Chega Pra Sambar, décimo sétimo álbum de estúdio do grupo e o último lançado pela gravadora RGE.

### 2000–presente: Poucos lançamentos em estúdio e mais shows
Com a saída da RGE, o Fundo de Quintal passou a integrar o catálogo de artistas da gravadora BMG. Contudo, a indústria fonográfica no Brasil vivenciava uma profunda crise, motivada especialmente pelo aumento da comercialização ilegal de fitas cassetes e compact discs e, posteriormente, da disponibilização do download digital. O resultado foi uma queda expressiva nas vendagens de álbuns de samba e suas vertentes, especialmente o pagode. Para reduzir os custos de produção, muitas gravadoras apostaram em lançamentos de álbuns ao vivo em oposição ao trabalhos de estúdio.
Nesse cenário, a BMG lançou os álbuns ao vivo Simplicidade e Fundo de Quintal – Gravado no Cacique de Ramos e também outros dois álbuns de estúdio, Papo de Samba e Festa Pra Comunidade. Como essa crise no mercado fonográfico brasileiro se acentuou, o próprio Fundo de Quintal passou a priorizar sua carreira com shows pelo país, alguns dos quais lançados posteriormente em CDs/DVDs ao vivo, em detrimento de gravar álbuns em estúdio. De 2004 a 2020, o grupo entrou no estúdio para gravar somente mais três trabalhos: Pela Hora, Nossa Verdade e Só Felicidade. Nesse mesmo período, foram lançados – por diferentes gravadoras – ao menos sete obras de shows do grupo.
Também nessa fase, o Fundo de Quintal passou por diversas mudanças na sua formação. Primeiro com a saída de Cleber Augusto, em 2003, e depois com Mario Sergio, em 2008, que havia se tornado a voz principal do grupo desde a partida de Arlindo Cruz em 1992. Sem o vocal de Mario Sergio, ingressou no grupo Flavinho Silva, que posteriormente foi substituído por Delcio Luiz. Em 2013, Mario Sergio retornou ao grupo. No entanto, o sambista faleceu vítima de um linfoma em maio de 2016.
Mesmo abalados com a perda do companheiro, os músicos do Fundo de Quintal decidiram prosseguir com as atividades e, pouco depois, recrutaram o músico Marcio Alexandre, da escola de samba paulistana Vai-Vai, como novo integrante. Em 2017, foi a vez de Ronaldinho anunciar sua saída do grupo, posteriormente substituído pelo músico Júnior Itaguay.
Em dezembro de 2020, Ubirany, um fundadores do Fundo de Quintal, faleceu vitimado por complicações da doença causada pelo coronavírus. O percussionista Tiago Testa assumiu a responsabilidade de integrar o grupo para tocar o repique de mão a partir de meados de 2023.

## Integrantes

### Formação atual
- Ademir Batera – bateria (1991–presente)
- Júnior Itaguay – banjo e vocais (2019–presente)
- Márcio Alexandre – cavaquinho e vocais (2019–presente)
- Sereno – tantã e vocais (1979–presente)
- Tiago Testa – repique de mão e vocais (2023–presente)

### Ex-integrantes
- Almir Guineto – banjo (1979–81)
- Arlindo Cruz – banjo (1981–93)
- Bira Presidente – pandeiro (1979–2025; falecido)
- Cleber Augusto – violão (1983–2003)
- Délcio Luiz – cavaquinho (2012–13)
- Flavinho Silva – cavaquinho (2008–12)
- Jorge Aragão – violão (1979–81)
- Milsinho – cavaquinho (2012)
- Mário Sérgio – cavaquinho (1990–2008, 2013–16; falecido)
- Neoci – tantã (1979–81; falecido)
- Ronaldinho – banjo (1993–2017)
- Sombrinha – cavaquinho (1979–90)
- Walter Sete Cordas – violão (1981–83)
- Ubirany - repique de mão (1979-2020; falecido)

## Discografia
Álbuns de estúdio
- 1980: Samba é No Fundo de Quintal
- 1981: Samba é No Fundo de Quintal Vol. 2
- 1983: Nos Pagodes da Vida
- 1984: Seja Sambista Também
- 1985: Divina Luz
- 1986: O Mapa da Mina
- 1987: Do Fundo do Nosso Quintal
- 1988: O Show Tem Que Continuar
- 1989: Ciranda do Povo
- 1991: É Aí Que Quebra a Rocha
- 1993: A Batucada dos Nossos Tantãs
- 1994: Carta Musicada
- 1995: Palco Iluminado
- 1996: Nas Ondas do Partido
- 1997: Livre Pra Sonhar
- 1998: Fundo de Quintal e Convidados
- 1999: Chega Pra Sambar
- 2001: Papo de Samba
- 2003: Festa Pra Comunidade
- 2006: Pela Hora
- 2011: Nossa Verdade
- 2014: Só Felicidade

Álbuns ao vivo
- 1990: Ao Vivo
- 2000: Simplicidade
- 2002: Gravado no Cacique de Ramos
- 2004: Ao Vivo Convida
- 2007: O Quintal do Samba
- 2008: Samba de Todos os Tempos
- 2009: Vou Festejar
- 2012: No Compasso do Samba
- 2015: Fundo de Quintal no No Circo Voador — 40 Anos
- 2017: Roda de Samba do Fundo de Quintal no Cacique de Ramos

Álbuns de coletânea
- 2000: Nosso Grito